# 陈永昶
陈永昶，贵州省大定县新场乡人，中华人民共和国政治人物。
1954年，当选第一届全国人民代表大会代表。